# Sphex resplendens
Sphex resplendens är en biart som beskrevs av Franz Friedrich Kohl 1885.
Sphex resplendens ingår i släktet Sphex och familjen grävsteklar. Inga underarter finns listade i Catalogue of Life.